# Andy Linden
Andrew Logan Linden, detto Andy (Brownsville, 5 aprile 1922 – Torrance, 11 febbraio 1987), è stato un pilota automobilistico statunitense.
Tra il 1950 e il 1960 la 500 Miglia di Indianapolis faceva parte del Campionato Mondiale, per questo motivo Linden ha all'attivo anche 7 Gran Premi ed un quarto posto in Formula 1.
Linden è stato sepolto presso il cimitero di Inglewood, California.

## Risultati in Formula 1
| 1950 | Scuderia             | Vettura |  |  |    |  |  |  |  |  |  | Punti | Pos. |
| ---- | -------------------- | ------- |  |  | -- |  |  |  |  |  |  | ----- | ---- |
| 1950 | Bruce & Louis Bromme | Bromme  |  |  | NQ |  |  |  |  |  |  | 0     |      |

| 1951 | Scuderia            | Vettura |  |   |  |  |  |  |  |  |  | Punti | Pos. |
| ---- | ------------------- | ------- |  | - |  |  |  |  |  |  |  | ----- | ---- |
| 1951 | George Leitemberger | Sherman |  | 4 |  |  |  |  |  |  |  | 3     | 12º  |

| 1952 | Scuderia       | Vettura           |  |     |  |  |  |  |  |  |  | Punti | Pos. |
| ---- | -------------- | ----------------- |  | --- |  |  |  |  |  |  |  | ----- | ---- |
| 1952 | Hart Fullerton | Kurtis Kraft 4000 |  | Rit |  |  |  |  |  |  |  | 0     |      |

| 1953 | Scuderia                                                      | Vettura                                             |  |    |  |  |  |  |  |  |  | Punti | Pos. |
| ---- | ------------------------------------------------------------- | --------------------------------------------------- |  | -- |  |  |  |  |  |  |  | ----- | ---- |
| 1953 | Cop-Sil-Loy/Rotary Engineering John Zink M.A. Walker Electric | Stevens Rit Kurtis Kraft 4000 Rit Kurtis Kraft 4000 |  | 16 |  |  |  |  |  |  |  | 0     |      |

| 1954 | Scuderia                                            | Vettura                                     |  |    |  |  |  |  |  |  |  | Punti | Pos. |
| ---- | --------------------------------------------------- | ------------------------------------------- |  | -- |  |  |  |  |  |  |  | ----- | ---- |
| 1954 | Brown Motors H.A. Chapman Springfield Welding/Paoli | Schroeder Rit Nichels Rit Kurtis Kraft 4000 |  | 11 |  |  |  |  |  |  |  | 0     |      |

| 1955 | Scuderia         | Vettura           |  |  |   |  |  |  |  |  |  | Punti | Pos. |
| ---- | ---------------- | ----------------- |  |  | - |  |  |  |  |  |  | ----- | ---- |
| 1955 | Joseph Massaglia | Kurtis Kraft 4000 |  |  | 6 |  |  |  |  |  |  | 0     |      |

| 1956 | Scuderia     | Vettura           |  |  |     |  |  |  |  |  |  | Punti | Pos. |
| ---- | ------------ | ----------------- |  |  | --- |  |  |  |  |  |  | ----- | ---- |
| 1956 | H.A. Chapman | Kurtis Kraft 500C |  |  | Rit |  |  |  |  |  |  | 0     |      |

| 1957 | Scuderia                  | Vettura           |  |  |   |  |  |  |  |  |  | Punti | Pos. |
| ---- | ------------------------- | ----------------- |  |  | - |  |  |  |  |  |  | ----- | ---- |
| 1957 | McNamara/Kalamazoo Sports | Kurtis Kraft 500G |  |  | 5 |  |  |  |  |  |  | 2     | 18º  |

| Legenda | 1º posto     | 2º posto | 3º posto    | A punti         | Senza punti/Non class.  | Grassetto – Pole position Corsivo – Giro più veloce |
| Legenda | Squalificato | Ritirato | Non partito | Non qualificato | Solo prove/Terzo pilota | Grassetto – Pole position Corsivo – Giro più veloce |